# Trakai historiske nationalpark
Trakai historiske nationalpark (litauisk: Trakų istorinis nacionalinis parkas) er en nationalpark i Vilnius apskritis i Litauen, 30 km vest for Vilnius på 8.200 ha. Parken blev oprettet i 1992 for at bevare den litauiske kulturarv, det historiske Trakai og Trakai slot. Parkens administrative hovedkvarter er placeret i Trakai, engang hovedstad i Litauen, med det berømte Trakai Ø-slot. Under parkadministrationen hører også det tidligere Trakai Senieji slot og andre arkæologiske fund.
Parken indeholder talrige søer, hvor de største er Galve, Akmena og Skaistis. I nærheden findes også søerne Totoriškės og Luka.

## Billeder fra Trakai historiske nationalpark
- Trakai ø-slot
- Indgangen til Trakai ø-slot
- Borggården
- Tyszkiewicz' palads ved Galve sø
- Et typisk tre vinduers Karaite træhus i Trakai